# Anton Donhauser
Anton Donhauser (19 de setembro de 1913 - 10 de fevereiro de 1987) foi um político alemão, representante da União Social-Cristã da Baviera.